# 北愛爾蘭超級足球聯賽
北愛爾蘭超級足球聯賽（NIFL Premiership，前稱IFA Premiership、Irish Premier League及更早前的Irish Football League），是北愛爾蘭或未分裂前全愛爾蘭島的頂級足球聯賽，每年球季結束後，冠軍球隊獲頒「吉布森盃」（Gibson Cup）以作紀念。现时由于冠名赞助原因全称为称为丹斯克银行超级联赛。

## 歷史

### 愛爾蘭足球聯賽
愛爾蘭足球聯賽（Irish Football League，簡稱IFL）是僅次於英格蘭足球聯賽世上第二古老的全國性足球聯賽，比排行第三的蘇格蘭足球聯賽早一星期成立。
於1890年成立的愛爾蘭足球聯賽原本開放給全愛爾蘭島的球隊參賽，由于1921年占爱尔兰全岛32郡中的26郡组成爱尔兰自由邦（即現在的爱尔兰共和国）脫離英國統治，成立自己的足球協會及足球聯賽後，愛爾蘭足球聯賽只餘北愛爾蘭的球隊參賽，而事實上所有聯賽的始創球隊是來自北愛爾蘭地區。
在成立的首個球季，8支球隊中有7隊是來自貝爾法斯特，自此以後的聯賽，甚至是愛爾蘭足球壇，一直為貝爾法斯特的球隊所壟斷。1892年德里奧林匹克（Derry Olympic）成為第二支非貝爾法斯特的球隊在聯賽中角逐，但僅能維持一季。1900年德里些路迪（Derry Celtic）加入聯賽，翌年再增加另一支來自德里的球隊聖可倫布（St Columb's Court），但聖可倫布亦僅能維持一季，其席位被首支都柏林球隊（Bohemians）取代。翌年再有一支都柏林球隊舒爾本（Shelbourne）加入聯賽。1911年波希米人退出聯賽，由來自阿馬郡勒根（Lurgan）的基拿雲（Glenavon）取代，但翌年波希米人再次加入聯賽。
1912年崔頓維爾（Tritonville）加入後，聯賽中共有三支都柏林球隊，但僅能維持一季。在1913年德里些路迪降級後，直到1921年聯賽分裂，只餘基拿雲一隊非貝爾法斯特的球隊在聯賽中角逐。
在1920年代，愛爾蘭足球聯賽擴展，聯賽球隊亦發展到整個北愛爾蘭。但直到1952年才有首支非貝爾法斯特的球隊（基拿雲）贏取聯賽冠軍。現時在愛爾蘭超級聯賽作賽的德利城（Derry City）由1929年到1972年在愛爾蘭足球聯賽中角逐，在發生北爱尔兰问题時主場被治安當局封禁，需到距離德里以東30哩联合主义控制的高利寧（Coleraine）進行主場比賽，一年後德利城因球迷縮減導致財務緊迫，遂申請返回主場作賽，雖然治安當局解除封禁，但僅以1票之微遭愛爾蘭足球聯賽內其他球球隊否決，德利城因此退出聯賽。
由1995/96年到2002/03年球季，愛爾蘭足球聯賽分拆為兩級：超級聯賽及甲組聯賽。2003年以後恢復單一級別，球隊降級到其下的「IFA中級聯賽」（IFA Intermediate League）。

### 愛爾蘭超級足球聯賽
北愛爾蘭足球協會在2003年直接管理北愛爾蘭的全國性聯賽，創建愛爾蘭超級聯賽（Irish Premier League，簡稱IPL），避免與愛爾蘭共和國的愛爾蘭足球超級聯賽（FAI League of Ireland）混淆，一般中譯稱為北愛爾蘭超級聯賽，而愛爾蘭足球聯賽則維持獨立存在，控制其下的兩個連接聯賽：甲組聯賽及乙組聯賽。翌年北愛爾蘭足球協會取回愛爾蘭足球聯賽屬下兩個聯賽的管理權，更名為「IFA中級聯賽」（IFA Intermediate League）甲組及乙組，結束有114年歷史的「愛爾蘭足球聯賽」品牌，只留存「愛爾蘭足球聯賽有限公司」（Irish Football League Ltd.）作為一間註冊公司。
愛爾蘭足球聯賽的運作紀錄可以上溯回初組成作為全愛爾蘭島的聯賽及分裂後的北愛爾蘭聯賽，情況一如北愛爾蘭代表隊。

### 2008/09年重組
2008/09年球季北愛爾蘭的足球聯賽系統實行重組，頂級聯賽更名為IFA超級足球聯賽（IFA Premiership），並將球隊數目由16隊縮減到12隊，申請參賽球隊不單只按上個球季（2007/08年）的成績，而是再加對上兩季的成績及其他場外準則，每支申請球隊由獨立的小組按以下準則評分：
- 體育（最高可獲450分）：根據2005/06年、2006/07年及2007/08年球季的聯賽排名、愛爾蘭盃、愛爾蘭聯賽盃及歐洲競賽的表現；運作青年隊、女子隊及社區發展計劃亦會給予分數；
- 財務（最高可獲200分）：根據償付能力、債務管理及預測現金流轉而評分；
- 基建（最高可獲150分）：根據球場容量、更衣室供應、衛生設施、球場草坪、汎光燈、控制室的設置及水平、救護室、藥檢室及傳媒設施等評分；
- 商務計劃（最高可獲50分）
- 人事（最高可獲100分）：根據職員的資歷及經驗評分；
- 觀眾人數（最高可獲50分）

除2007/08年球季愛爾蘭超級聯賽排第13位的拉恩（Larne）沒有申請外，餘下15支超級聯賽球隊連同中級甲組聯賽的班戈（Bangor）申請參賽，但排第15位的利馬瓦迪（Limavady United）因未獲「本土球會執照」（Domestic Club Licence）而失去申請資格；而排第 5 位的樸達丹（Portadown）由於在截止限期的2008年3月31日下午4時過後約15分鐘才將申請書送到北愛爾蘭足球協會，當作棄權；得第16位的阿爾馬城（Armagh City）同樣因未能申領「本土球會執照」而失去資格，需降級到新成立的「IFA冠軍聯賽」（IFA Championship）；
2008年5月13日北愛爾蘭足球協會公佈各申請球隊所獲得的積分：
1. 連菲特（Linfield）：1,339
2. 巴利米納（Ballymena United）：1,054
3. 基拿雲（Glenavon）：1,016
4. 高利寧（Coleraine）：965
5. 克里夫頓維爾（Cliftonville）：945
6. 鄧加倫（Dungannon Swifts）：855
7. 格倫杜蘭（Glentoran）：828
8. 十字軍（Crusaders）：826
9. 里斯布恩造酒廠（Lisburn Distillery）：815
10. 紐里城（Newry City）：796
11. 班戈（Bangor）：641
12. FC協會隊（Institute）：632
13. 多尼戈爾（Donegal Celtic）：543

甲組的班戈力壓多尼戈爾獲得一席。

### 英國脫歐
另外，由於2016年英國脫離歐盟公投完成，意味著英國將脫離歐盟，換言之目前效力該聯賽的非英籍的球員及領隊均需要申請工作證，而北愛爾蘭當時公投不僅足總及頂級聯賽領隊，當地人民都傾向留歐，因此民族主義者及新芬黨或會要求自1973年以來的第2次公投尋求北愛爾蘭脫離英國與愛爾蘭統一，為這個聯賽未來留下變數。

## 賽制
每隊球隊先進行三循環比賽，在作賽33場後聯賽榜一分為二，榜首的6隊成為爭標組，互相對賽1場以決定冠軍及歐洲比賽資格；而榜尾的6隊成為護級組，亦互相對賽1場決定降級球隊。即每季每隊共需進行38場比賽。聯賽秩序自每年8月展開，直到翌年5月第一個週六才結束。大部分比賽於週六下午作賽，亦會於週五傍晚及於週中的星期二或星期三傍晚舉行。依照傳統，在銀行假期的、元旦日及復活節週二亦會安排下午比賽。
勝出可獲3分，賽和1分，負方0分。聯賽結束時獲得最高分的球隊成為冠軍。如果兩隊同分，採用得失球差定高下，如果仍然相同，入球較多的球隊可得較高的名次。如球隊違反規例，如採用違規球員上陣，將會被扣除分數。
聯賽冠軍將代表北愛爾蘭參加翌季的歐洲聯賽冠軍盃，而亞軍及季軍則參賽歐洲足協盃。如果預留給愛爾蘭盃盟主（或亞軍，如果冠軍獲得歐冠盃參賽資格）的歐洲足協盃名額由聯賽亞軍或季軍奪得，聯賽殿軍可以參賽歐洲足協盃。但參加歐洲競賽的球隊需獲得「歐洲足協牌照」（UEFA licence），如參賽球隊未能取得歐洲足協牌照，其下名次的球隊將代替參賽。
超級聯賽的頭兩位自動獲得來季全愛爾蘭角逐的塞坦塔盃（Setanta Cup）參賽資格，第三或第四位的球隊亦可能參賽，如果愛爾蘭盃及愛爾蘭聯賽盃冠軍（或亞軍，如冠軍已奪得聯賽冠或亞軍）中的一隊或兩隊已從聯賽取得參賽資格。
超級聯賽榜末的球隊自動降級到「IFA冠軍聯賽」（IFA Championship），而榜末第二的球隊需與冠軍聯賽的亞軍球隊進行主客兩回合的附加賽，如賽敗則需要降級。當冠軍聯賽的冠軍球隊未能取得「本土球會執照」（Domestic Club Licence），則超級聯賽沒有自動降級球隊，由榜末球隊與冠軍聯賽亞軍球隊進行附加賽。如冠軍聯賽的冠、亞軍球隊同未能取得「本土球會執照」，則超級聯賽沒有降級球隊。
在2008–09年球季有一個「IFA過渡期中級聯賽」（IFA Interim Intermediate League）供那未能符合「IFA冠軍聯賽」參賽資格的前「IFA中級聯賽」（IFA Intermediate League）球隊角逐，同時利用這一年時間提升球隊的設施等，以便於2009–10年球季加入「IFA冠軍聯賽」。
而 12 支超級聯賽球隊亦會角逐重要性僅次於愛爾蘭盃的愛爾蘭聯賽盃。

## 參賽球隊
2025–26年北愛爾蘭超級足球聯賽參賽隊伍共有 12 支。
| 中文名稱   | 英文名稱              | 所在城市     | 上季成績      |
| ---------- | --------------------- | ------------ | ------------- |
| 連菲特     | Linfield F.C.         | 貝爾法斯特   | 第 1 位       |
| 拉恩       | Larne F.C.            | 拉恩         | 第 2 位       |
| 格倫杜蘭   | Glentoran F.C.        | 貝爾法斯特   | 第 3 位       |
| 鄧根倫     | Dungannon Swifts F.C. | 鄧甘嫩       | 第 4 位       |
| 高利寧     | Coleraine F.C.        | 科爾雷因     | 第 5 位       |
| 十字軍     | Crusaders F.C.        | 貝爾法斯特   | 第 6 位       |
| 基福維利   | Cliftonville F.C.     | 貝爾法斯特   | 第 7 位       |
| 樸達丹     | Portadown F.C.        | 樸達丹       | 第 8 位       |
| 巴利米納聯 | Ballymena United F.C. | 巴利米納     | 第 9 位       |
| 基拿雲     | Glenavon F.C.         | 拿雲         | 第 10 位      |
| 卡域克流浪 | Carrick Rangers F.C.  | 卡里克弗格斯 | 第 11 位      |
| 賓高       | Bangor F.C.           | 班戈         | 冠聯，第 1 位 |

## 歷屆冠軍
以下為歷屆聯賽冠軍：
- 1890–91：連菲特 (1)
- 1891–92：連菲特 (2)
- 1892–93：連菲特 (3)
- 1893–94：格倫杜蘭 (1)
- 1894–95：連菲特 (4)
- 1895–96：里斯布恩造酒廠 (1)
- 1896–97：格倫杜蘭 (2)
- 1897–98：連菲特 (5)
- 1898–99：里斯布恩造酒廠 (2)
- 1899–1900：貝爾法斯特些路迪 (1)
- 1900–01：里斯布恩造酒廠 (3)
- 1901–02：連菲特 (6)
- 1902–03：里斯布恩造酒廠 (4)
- 1903–04：連菲特 (7)
- 1904–05：格倫杜蘭 (3)
- 1905–06：基福維利 (1) / 里斯布恩造酒廠 (5)
- 1906–07：連菲特 (8)
- 1907–08：連菲特 (9)
- 1908–09：連菲特 (10)
- 1909–10：基福維利 (2)
- 1910–11：連菲特 (11)
- 1911–12：格倫杜蘭 (4)
- 1912–13：格倫杜蘭 (5)
- 1913–14：連菲特 (12)
- 1914–15：貝爾法斯特些路迪 (2)
- 1915–1919：因一戰而停辦
- 1919–20：貝爾法斯特些路迪 (3)
- 1920–21：格倫杜蘭 (6)
- 1921–22：連菲特 (13)
- 1922–23：連菲特 (14)
- 1923–24：皇后島 (1)
- 1924–25：格倫杜蘭 (7)
- 1925–26：貝爾法斯特些路迪 (4)
- 1926–27：貝爾法斯特些路迪 (5)
- 1927–28：貝爾法斯特些路迪 (6)
- 1928–29：貝爾法斯特些路迪 (7)
- 1929–30：連菲特 (15)
- 1930–31：格倫杜蘭 (8)
- 1931–32：連菲特 (16)
- 1932–33：貝爾法斯特些路迪 (8)
- 1933–34：連菲特 (17)
- 1934–35：連菲特 (18)
- 1935–36：貝爾法斯特些路迪 (9)
- 1936–37：貝爾法斯特些路迪 (10)
- 1937–38：貝爾法斯特些路迪 (11)
- 1938–39：貝爾法斯特些路迪 (12)
- 1939–40：貝爾法斯特些路迪 (13)
- 1940–1947：因二戰而停辦
- 1947–48：貝爾法斯特些路迪 (14)
- 1948–49：連菲特 (19)
- 1949–50：連菲特 (20)
- 1950–51：格倫杜蘭 (9)
- 1951–52：基拿雲 (1)
- 1952–53：格倫杜蘭 (10)
- 1953–54：連菲特 (21)
- 1954–55：連菲特 (22)
- 1955–56：連菲特 (23)
- 1956–57：基拿雲 (2)
- 1957–58：阿茲 (1)
- 1958–59：連菲特 (24)
- 1959–60：基拿雲 (3)
- 1960–61：連菲特 (25)
- 1961–62：連菲特 (26)
- 1962–63：里斯布恩造酒廠 (6)
- 1963–64：格倫杜蘭 (11)
- 1964–65：德利城 (1)
- 1965–66：連菲特 (27)
- 1966–67：格倫杜蘭 (12)
- 1967–68：格倫杜蘭 (13)
- 1968–69：連菲特 (28)
- 1969–70：格倫杜蘭 (14)
- 1970–71：連菲特 (29)
- 1971–72：格倫杜蘭 (15)
- 1972–73：十字軍 (1)
- 1973–74：高利寧 (1)
- 1974–75：連菲特 (30)
- 1975–76：十字軍 (2)
- 1976–77：格倫杜蘭 (16)
- 1977–78：連菲特 (31)
- 1978–79：連菲特 (32)
- 1979–80：連菲特 (33)
- 1980–81：格倫杜蘭 (17)
- 1981–82：連菲特 (34)
- 1982–83：連菲特 (35)
- 1983–84：連菲特 (36)
- 1984–85：連菲特 (37)
- 1985–86：連菲特 (38)
- 1986–87：連菲特 (39)
- 1987–88：格倫杜蘭 (18)
- 1988–89：連菲特 (40)
- 1989–90：樸達丹 (1)
- 1990–91：樸達丹 (2)
- 1991–92：格倫杜蘭 (19)
- 1992–93：連菲特 (41)
- 1993–94：連菲特 (42)
- 1994–95：十字軍 (3)
- 1995–96：樸達丹 (3)
- 1996–97：十字軍 (4)
- 1997–98：基福維利 (3)
- 1998–99：格倫杜蘭 (20)
- 1999–2000：連菲特 (43)
- 2000–01：連菲特 (44)
- 2001–02：樸達丹 (4)
- 2002–03：格倫杜蘭 (21)
- 2003–04：連菲特 (45)
- 2004–05：格倫杜蘭 (22)
- 2005–06：連菲特 (46)
- 2006–07：連菲特 (47)
- 2007–08：連菲特 (48)
- 2008–09：格倫杜蘭 (23)
- 2009–10：連菲特 (49)
- 2010–11：連菲特 (50)
- 2011–12：連菲特 (51)
- 2012–13：基福維利 (4)
- 2013–14：基福維利 (5)
- 2014–15：十字軍 (5)
- 2015–16：十字軍 (6)
- 2016–17：連菲特 (52)
- 2017–18：十字軍 (7)
- 2018–19：連菲特 (53)
- 2019–20：連菲特 (54)
- 2020–21：連菲特 (55)
- 2021–22：連菲特 (56)
- 2022–23：拉恩 (1)
- 2023–24：拉恩 (2)
- 2024–25：連菲特 (57)

## 小資料

### 參賽隊數
1890/91年首屆愛爾蘭聯賽的冠軍是連菲特（Linfield），而厄爾斯特（Ulster）則獲得亞軍。翌季聯賽擴大到10支球隊參賽，但僅一季後的1892/93年球季即收縮到6隊。而只有4隊參加1894/95年及1895/96年球季的聯賽，其後才增加回6隊參賽，直到1901/02年球季後達到8隊參賽，其中1912/13年更有10隊。
參賽球隊一直維持為8隊，直到1920年爱尔兰自由邦脫離英國統治而導致南部球隊退出，只有5支球隊在1920/21年球季角逐，接著兩年亦僅有6隊參賽。1923年增加4支新球隊參賽，翌年再加兩隊，到1927年再有兩支新球隊加入，使到聯賽球隊數目達到14隊，這情況一直維持到1940年聯賽因第二次世界大戰而暫停。1947年戰後聯賽重開，只餘12隊參賽，直到1983年才增加到14隊。1990年再加兩隊成16隊。1995年聯賽分拆成超級聯賽及甲組，每組8隊，並確立升降制度。1997年超級聯賽增加兩隊到10隊參賽。1999年甲組聯賽亦昏加到10隊。2002年超級聯賽再增加到12隊，但甲組聯賽則減回8隊。
2003年愛爾蘭超級聯賽成立，頂級聯賽重回單一級別，由16支球隊角逐。直到2008年IFA超級足球聯賽創立，參賽球隊數目再次縮減到12隊。 

### 歷來參賽球隊
只有四支球隊，包括克里夫頓維爾（Cliftonville）、格倫杜蘭（Glentoran）、連菲特（Linfield）及里斯布恩造酒廠（Lisburn Distillery），是自1890年聯賽成立，經歷118年及107個球季（有11年因兩次大戰停賽）仍迄立不倒，一直維持在頂級聯賽中角逐。歷來參賽球隊詳情如下（粗體為仍然在頂級聯賽參賽的球隊）： 
| 球隊                                                | 來自                                      | 經歷球季 | 年份               |
| --------------------------------------------------- | ----------------------------------------- | -------- | ------------------ |
| 克里夫頓維爾（Cliftonville）                        | 貝爾法斯特                                | 107      | 1890-              |
| 格倫杜蘭（Glentoran）                               | 貝爾法斯特                                | 107      | 1890-              |
| 連菲特（Linfield）                                  | 貝爾法斯特                                | 107      | 1890-              |
| （里斯布恩）造酒廠（(Lisburn) Distillery）(2)       | 唐郡、利斯本／Ballyskeagh (3)             | 107      | 1890-              |
| 基拿云（Glenavon）                                  | 阿馬郡、Lurgan                            | 85       | 1911-2004, 2005-   |
| 樸達丹（Portadown）                                 | 阿馬郡、波基當（Portadown）               | 77       | 1924-2008          |
| 阿爾茲（Ards）                                      | 唐郡、紐頓納茲（Newtownards）(4)          | 76       | 1923-2006          |
| 高利寧（Coleraine）                                 | 德里郡、科爾雷恩（Coleraine）             | 74       | 1927-              |
| 巴利米納（聯）（Ballymena (United)）(5)             | 安特里姆郡、巴利米納（Ballymena）         | 73       | 1928-              |
| 班戈（Bangor）                                      | 唐郡、班戈（Bangor）                      | 69       | 1927-2003, 2008-   |
| 十字軍（Crusaders）                                 | 貝爾法斯特                                | 58       | 1949-2005, 2006-   |
| 拉恩（Larne）                                       | 安特里姆郡、拉恩                          | 53       | 1923-40, 1972-2008 |
| 紐里鎮／城（Newry Town/City）(6)                    | 唐郡、紐里（Newry）                       | 42       | 1923-40, 1983-     |
| 貝爾法斯特些路迪（Belfast Celtic）                  | 貝爾法斯特                                | 38       | 1896-1920, 1924-49 |
| 德利城（Derry City）                                | 德里                                      | 36       | 1929-72            |
| 卡域克流浪（Carrick Rangers）                       | 安特里姆郡、卡里克弗格斯（Carrickfergus） | 20       | 1983-2003          |
| 奧馬格城（Omagh Town）                              | 蒂龍郡、奧馬（Omagh）                     | 15       | 1990-2005          |
| Ballyclare Comrades（Ballyclare Comrades）          | 安特里姆郡、巴利克來（Ballyclare）        | 13       | 1990-2003          |
| （Bohemians）                                       | 都柏林                                    | 13       | 1902-11, 1912-20   |
| 德利些路迪（Derry Celtic）                          | 德里                                      | 13       | 1900-13            |
| 舒爾本（Shelbourne）                                | 都柏林                                    | 12       | 1904-20            |
| 鄧加倫（Dungannon Swifts）                          | 蒂龍郡、丹甘嫩（Dungannon）               | 11       | 1997-              |
| 利馬瓦迪（Limavady United）                         | 德里郡、利馬瓦迪（Limavady）              | 11       | 1997-2008          |
| 皇后島（Queen's Island）                            | 貝爾法斯特                                | 8        | 1921-29            |
| FC協會隊（Institute）                               | 德里郡、德拉馬霍 ( Drumahoe )             | 8        | 1999-2006, 2007-   |
| 阿爾馬城（Armagh City）                             | 阿馬郡、阿馬（Armagh）                    | 7        | 1999-2003, 2005-08 |
| 厄爾斯特（Ulster）                                  | 貝爾法斯特                                | 6        | 1890-94, 1901-03   |
| Barn（Barn）                                        | 安特里姆郡、卡里克弗格斯（Carrickfergus） | 5        | 1923-28            |
| 勞夫哥爾（Loughgall）                               | 阿馬郡、洛夫高（Loughgall）               | 3        | 2004-07            |
| 北斯塔福德郡團（North Staffordshire Regiment）      | 英軍球隊                                  | 3        | 1896-99            |
| 多尼戈爾些路迪（Donegal Celtic）                    | 貝爾法斯特                                | 2        | 2006-08            |
| 歷戈尼爾Ligoneil（Ligoneil）                        | 貝爾法斯特                                | 2        | 1891-92, 1893-94   |
| 奧柏（Oldpark）                                     | 貝爾法斯特                                | 2        | 1890-92            |
| 貝爾法斯特青年會（Belfast YMCA）                    | 貝爾法斯特                                | 1        | 1891-92            |
| 卡倫斯（Clarence）                                  | 貝爾法斯特                                | 1        | 1890-91            |
| 德里奧林匹克（Derry Olympic）                       | 德里                                      | 1        | 1892-93            |
| 國王蘇格蘭邊境步兵（King's Own Scottish Borderers） | 英軍球隊                                  | 1        | 1903-04            |
| 米爾福（Milford）                                   | 阿馬郡、米爾福（Milford）                 | 1        | 1890-91            |
| 蘭開夏燧發槍手團（Lancashire Fusiliers）            | 英軍球隊                                  | 1        | 1891-92            |
| 米爾丹（Milltown）                                  | 貝爾法斯特                                | 1        | 1891-92            |
| 皇家蘇格蘭團（Royal Scots）                         | 英軍球隊                                  | 1        | 1899-1900          |
| 聖可倫布（St Columb's Court）                       | 德里                                      | 1        | 1901-02            |
| 崔頓維爾（Tritonville）                             | 都柏林                                    | 1        | 1912-13            |

### 不相伯仲
在引進得失球差前，如聯賽頭兩支球隊同分，採用附加賽決定冠軍錦標誰屬。歷年來共有9次需要探用附加賽決勝：
| 球季       | 冠軍                               | 比數 | 亞軍                               |
| ---------- | ---------------------------------- | ---- | ---------------------------------- |
| 1895－96年 | 造酒廠（Distillery）               | 2-1  | 克里夫頓維爾（Cliftonville）       |
| 1898－99年 | 造酒廠（Distillery）               | 2-0  | 連菲特（Linfield）                 |
| 1904－05年 | 格倫杜蘭（Glentoran）              | 3-1  | 貝爾法斯特些路迪（Belfast Celtic） |
| 1905－06年 | 克里夫頓維爾（Cliftonville）       | 0-0  | 造酒廠（Distillery）               |
| 重賽       | 克里夫頓維爾（Cliftonville）       | 3-3  | 造酒廠（Distillery）               |
| 1910－11年 | 連菲特（Linfield）                 | 3-2  | 格倫杜蘭（Glentoran）              |
| 1937－38年 | 貝爾法斯特些路迪（Belfast Celtic） | 2-2  | 德利城（Derry City）               |
| 重賽       | 貝爾法斯特些路迪（Belfast Celtic） | 3-1  | 德利城（Derry City）               |
| 1949－50年 | 連菲特（Linfield）                 | 2-0  | 格倫杜蘭（Glentoran）              |
| 1960－61年 | 連菲特（Linfield）                 | 2-0  | 樸達丹（Portadown）                |
| 1961－62年 | 連菲特（Linfield）                 | 3-1  | 樸達丹（Portadown）                |

只有1905/06年球季，由於克里夫頓維爾（Cliftonville）及造酒廠（Distillery）經過附加賽重賽仍然打成平手，結果平分春色，獲頒雙冠軍。
連菲特（Linfield）於1992/93年球季成為首支憑得失球差贏得冠軍的球隊，他們與十字軍（Crusaders）同得66分，以+34比十字軍的+26的8球優勢而奪標。

### 冠軍球隊
連菲特以56次（截至2024年）成為奪得最多聯賽冠軍的球隊。
於1890年到1921年之間由全愛爾蘭島角逐的聯賽，沒有一支來自南部（爱尔兰自由邦或後來的爱尔兰共和国）的球隊曾經奪標，這時期共有三支南部球隊參賽，包括、舒爾本及崔頓維爾（Tritonville），舒爾本在1906/07年獲得的亞軍是最佳成績。
亦沒有非貝爾法斯特的球隊奪標，直到1951/52年球季基拿雲才成功將聯賽冠軍錦標帶回阿馬郡；1957/58年球季的阿爾斯是首支奪冠的唐郡球隊；而1964/65年球季的德利城則是首支德里郡摘冠的球隊。在106屆聯賽當中，貝爾法斯特的球隊只有10次失落冠軍錦標。最成功的非貝爾法斯特球隊是樸達丹（Portadown），共4次獲得冠軍。
總共只有12支球隊曾經奪標。
在早年，駐守在愛爾蘭的英軍亦有參賽：1891/92年球季的「蘭開夏燧發槍手團」（Lancashire Fusiliers）；1896/99年參賽三季的「北斯塔福德郡團」（North Staffordshire Regiment）；1899/1900年球季的「皇家蘇格蘭團」（Royal Scots）；及1903/04年球季的「國王蘇格蘭邊境步兵」（King's Own Scottish Borderers）。
分隔最久的奪標球隊是克里夫頓維爾，於1909/10年獲得冠軍後，足足77季（不計停賽的11季）後的1997/98年才再次捧回聯賽錦標。而貝爾法斯特些路迪（Belfast Celtic）及連菲特共同分享連續6屆奪標的殊榮，前者於1935/40及1947/48年（曾因二戰停賽）奪標，而後者則於1981/87年造到。
由於每季的比賽場數不多，愛爾蘭聯賽當局為屬下組織多頂錦標賽，部分繼續留存，但亦有部分因聯賽擴大，比賽場數增加及缺乏觀眾等原因而逐漸淡出。已停辦的盃賽有北愛爾蘭城市盃（City Cup）、北愛爾蘭金盃（Gold Cup）、厄爾斯特盃（Ulster Cup）及愛爾蘭聯賽汎光燈盃（Irish League Floodlit Cup）。除此以外，球隊仍會參加所屬地區的盃賽：「東北烏爾斯特足球協會」（North-East Ulster F.A.）舉辦的安特里姆郡盾（County Antrim Shield）；「中烏爾斯特足球協會」（Mid-Ulster F.A.）舉辦的中厄爾斯特盃（Mid-Ulster Cup）；及「西北部足球協會」（North-Western F.A.）舉辦西北高級盃（North-West Senior Cup）。1961/62年球季連菲特奪得「七冠王」：聯賽冠軍、愛爾蘭盃、北愛爾蘭城市盃、北愛爾蘭金盃、厄爾斯特盃、安特里姆郡盾及南-北盃。
以下為不敗奪冠的聯賽冠軍：
| 球季       | 球隊                               | 比賽場數 |
| ---------- | ---------------------------------- | -------- |
| 1892－93年 | 連菲特（Linfield）                 | 10       |
| 1894－95年 | 連菲特（Linfield）                 | 6        |
| 1903－04年 | 連菲特（Linfield）                 | 14       |
| 1921－22年 | 連菲特（Linfield）                 | 10       |
| 1926－27年 | 貝爾法斯特些路迪（Belfast Celtic） | 22       |
| 1928－29年 | 貝爾法斯特些路迪（Belfast Celtic） | 26       |
| 1980－81年 | 格倫杜蘭（Glentoran）              | 22       |

### 電視直播
直到2007年9月24日才有首場聯賽獲電視直播，這由天空電視直播的的比賽由克里夫頓維爾（Cliftonville）主場對連菲特，雙方2-2言和。

## 註腳
- ^  注解(1)： 經過附加賽重賽雙方仍然打成平手，獲頒雙冠軍。
- ^  注解(2)： 1999年由「造酒廠」（Distillery）更名「里斯布恩造酒廠」（Lisburn Distillery）。
- ^  注解(3)： 1980年由貝爾法斯特遷到Ballyskeagh。
- ^  注解(4)： 2002年將位於紐頓納茲（Newtownards）的主場出售，因而在Carrickfergus、貝爾法斯特及Bangor作賽。
- ^  注解(5)： 直到1934年稱為「巴利米納」（Ballymena）。
- ^  注解(6)： 2004年由「紐里鎮」（Newry Town）更名「紐里城」（Newry City）。

## 外部連結
- Irish Premier League Website
- Irish Football Club Project
- Irish FA Website（页面存档备份，存于）
- Irish League Forums
- BBC Irish Football（页面存档备份，存于）
- nifootball.co.uk（页面存档备份，存于）